# Guardacaccia

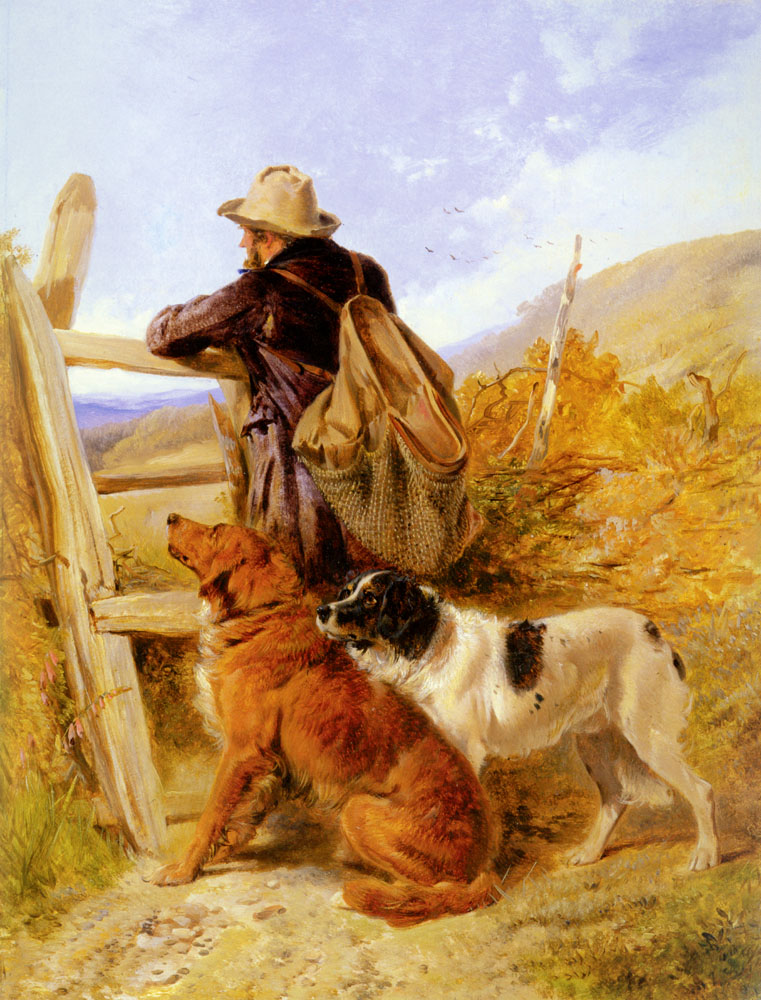
Il guardacaccia di Richard Ansdell

Il guardacaccia (o guardiacaccia), o agente di vigilanza venatoria, è una figura professionale che si occupa di tutela e salvaguardia della fauna selvatica nel territorio (riserve faunistiche ecc).
Il guardacaccia era una figura già presente nei secoli passati e aveva il compito di evitare il bracconaggio nelle terre dei nobili, oltre a provvederle di prede per la caccia o la pesca.
Inoltre, era una figura dipendente dai comitati provinciali della caccia, istituiti con il Regio decreto del 5 giugno 1939, n. 1016, annoverabile tra gli antesignani degli attuali agenti e ufficiali della Polizia provinciale.
Con i compiti di cui sopra, in Sardegna sono tuttora presenti le Compagnie Barracellari.

## Attività
I guardacaccia svolgono normalmente un'attività di controllo e vigilanza in ambito territoriale per acquisire informazioni sullo stato del territorio e sulle abitudini degli animali, oltre ad avere un compito più squisitamente didattico per educare al rispetto dell'ambiente, della fauna selvatica e della normativa di riferimento. Inoltre, segnalando alle autorità competenti le eventuali malattie riscontrate dalla fauna, provvedono all'abbattimento dei capi malati.
Tra le funzioni delle guardie vi è la verifica dei permessi e delle licenze dei cacciatori nonché la contestazione di reati con possibilità di elevare contravvenzioni in caso di violazione delle leggi a tutela del patrimonio faunistico.

## Nella cultura di massa

### Libri
- Mellors ne L'amante di Lady Chatterley
- Alec Scudder in Maurice

### Musica
- Lady Jane - Rolling Stones

### Film
- Hagrid, uno dei migliori amici di Harry Potter, è il guardiacaccia di Hogwarts, sia nei libri che nei film.
- L'amante di Lady Chatterley (film 1955)
- L'amante di Lady Chatterley (film 1981)
- Alec Scudder in Maurice (1987)